# دايسوكي كيكوتشي
دايسوكي كيكوتشي (باليابانية: 菊池 大介) (12 أبريل 1991 في يوكوهاما في اليابان – )؛ هو لاعب كرة قدم ياباني سابق كان يلعب كلاعب وسط.

## وصلات خارجية
- دايسوكي كيكوتشي على موقع الاتحاد الدولي (مؤرشف)  (الإنجليزية)
- دايسوكي كيكوتشي على موقع رابطة كرة القدم اليابانية للمحترفين (اليابانية)
- دايسوكي كيكوتشي على موقع قاعدة بيانات كرة القدم.إي يو (الإنجليزية)
- دايسوكي كيكوتشي على موقع Soccerway.com (الإنجليزية)
- دايسوكي كيكوتشي على موقع عالم كرة القدم.نت (الإنجليزية)
- دايسوكي كيكوتشي على موقع كووورة